# Die Orsons
Die Orsons ist eine deutsche Hip-Hop-Gruppe. Sie besteht aus den Rappern Tua, Kaas, Maeckes und Bartek. Die Gruppe ist bei dem Stuttgarter Label Chimperator Productions sowie bei dem Major-Label Universal unter Vertrag.

## Stil
Das Markenzeichen der Orsons ist die Umkehrung ungeschriebener Hip-Hop-Regeln in Verbindung mit viel Ironie, Fantasie und Sarkasmus.

## Werdegang
Die Orsons traten erstmals auf dem Mixtape Als waers das Album des Duos Maeckes & Plan B in Erscheinung. Für dieses nahmen die vier Rapper den Titel Orsons kleine Farm auf. Auf dem nachfolgenden Debüt-Album von Maeckes & Plan B ist ein weiterer Titel des Quartetts zu hören. Das Stück Orsons große Scheune entstand, nachdem Tua bei dem Label Deluxe Records und Kaas bei Optik Records unter Vertrag genommen worden waren. Im Mai 2008 folgte eine gemeinsame Tour der Musiker. Diese wurde unter dem Namen Fast Wie Las Vegas-Tour absolviert. Am 25. Juli 2008 veröffentlichte die Gruppe ihr erstes Album Das Album. Der Tonträger polarisierte stark und wurde von den Kritikern durchwachsen aufgenommen. So vergab die E-Zine Laut.de dem Album in einer Kritik lediglich zwei von möglichen fünf Bewertungspunkten, während das Hip-Hop-Magazin Juice 4,5 von möglichen 6 „Kronen“ verlieh. Das Album wurde von den Produzenten Beat’Em Up, Flash Gordon, Dirty Dasmo, Mia und Christyle produziert.
Kaas unterschrieb Ende 2008 einen Vertrag bei dem Label Chimperator Productions, das auch dem Duo Maeckes und Plan B als Plattform für Veröffentlichungen dient. Am 16. Oktober 2009 wurde das zweite Album von Die Orsons unter dem Titel Denn dein ist das Reich und die Kraft und die Herrlichkeit, in Ewigkeit, Orsons veröffentlicht. Im Voraus war ein Video zu Souljah Boy, ein „Remake“ des Titels Turn My Swag On von Soulja Boy, veröffentlicht worden. Verschiedene US-amerikanische Internetseiten verwiesen auf das Stück. Zudem stellte Soulja Boy das Video in seinen YouTube-Kanal. Vom 15. bis 22. Oktober 2009 absolvierte die Gruppe eine Tournee unter dem Titel Aqua Robot Tour 2009 mit Auftritten in acht verschiedenen Städten. Für sechs Städte hatten Die Orsons je eine Vorgruppe gesucht, wofür die Möglichkeit geboten worden war, sich zu bewerben. In Stuttgart wurde die Hip-Hop-Gruppe von Olli Banjo, in Köln von dem Duo Huss und Hodn unterstützt.

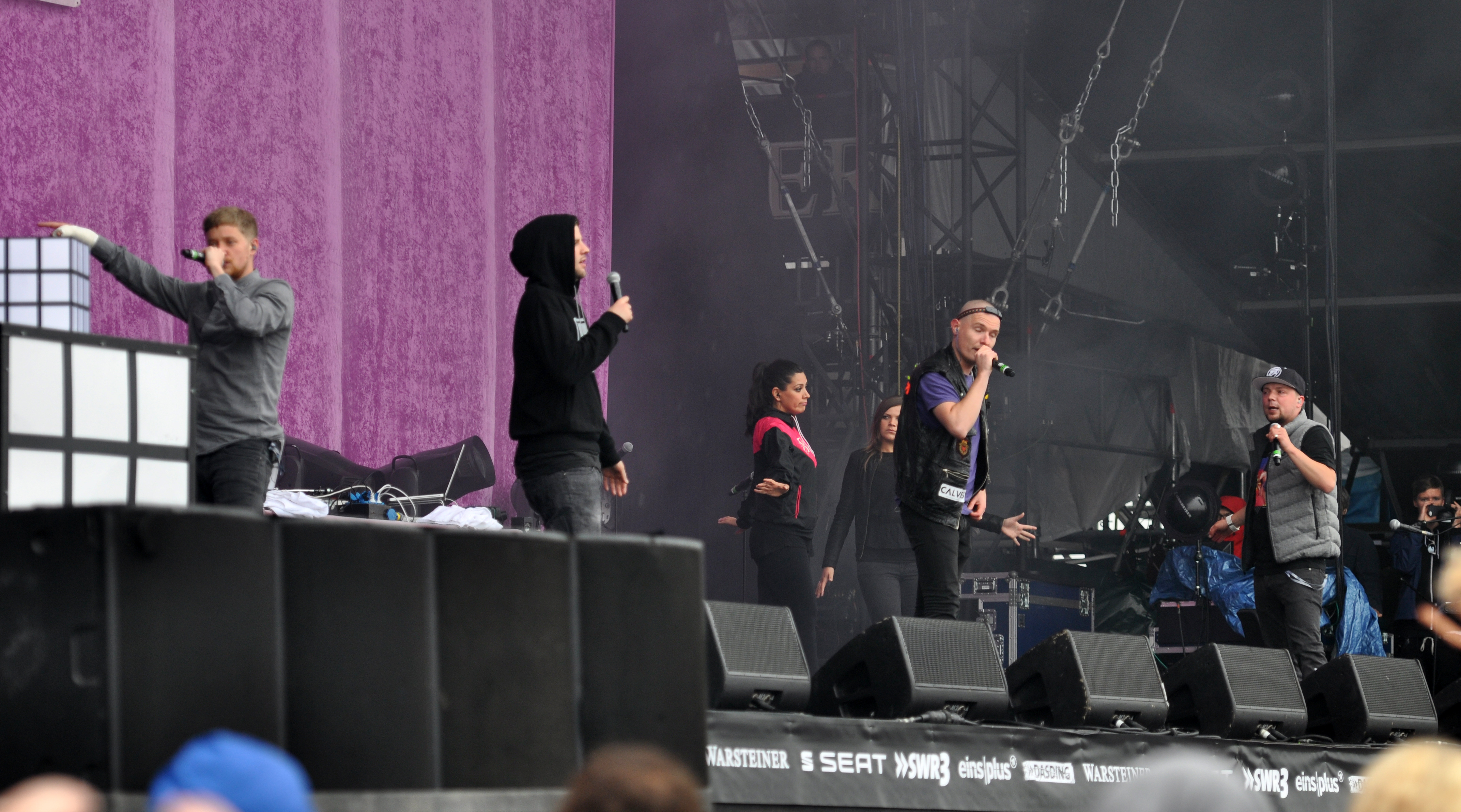
Die Orsons beim Rock am Ring 2013

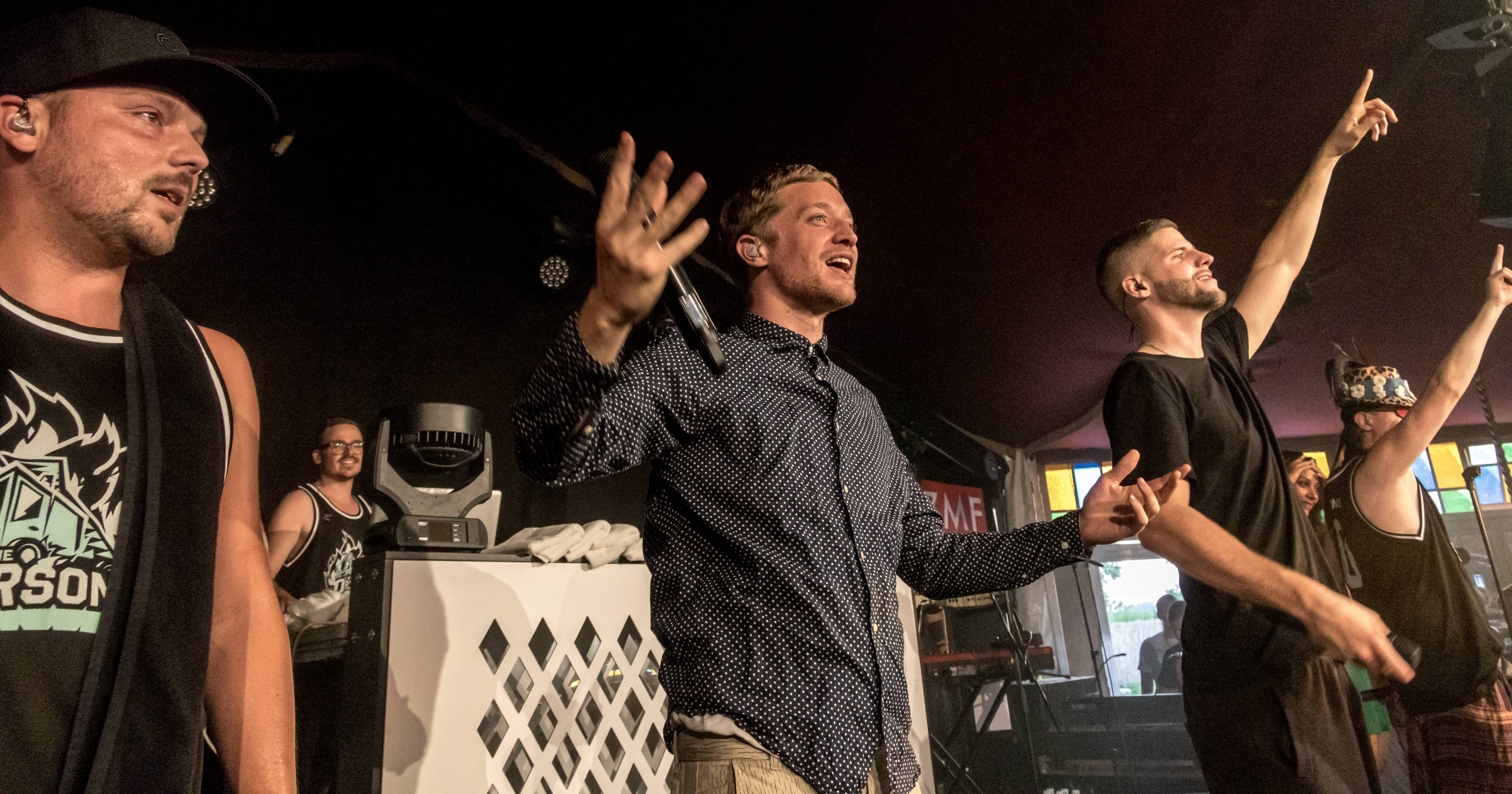
Die Orsons auf dem ZMF 2015 in Freiburg

Ende 2009 spielte die Band ihrerseits im Vorprogramm von Fettes Brot auf deren Tournee. Im Februar 2010 folgte die 11 Jahre Chimperator Tour mit Kodimey und Vasee. Vom 29. April bis 10. Mai 2010 bildeten Kaas, Maeckes, Tua und Plan B erneut die Vorgruppe für zehn Konzerte von Fettes Brot. Im Juli 2011 erhielt die Gruppe einen Vertrag bei der Plattenfirma Universal. 2012 trat die Gruppe als Vorband von Herbert Grönemeyer auf dessen Tournee Schiffsverkehr durch Deutschland, Österreich und Luxemburg auf. Zudem waren sie von Ende März bis Mitte April 2012 zusammen mit Kool Savas, Olli Banjo, Laas Unltd., Moe Mitchell und Buddy Ogün unter dem Motto Die Liga der außergewöhnlichen Mcees auf einer Konzert-Tournee. 2012 nahmen sie gemeinsam mit dem Rapper Cro das Lied Horst & Monika auf. Es erzählt die wahre Geschichte des ehemaligen NPD-Mitglieds, die sich als transgeschlechtliche Frau einer geschlechtsangleichenden Operation unterzog und später für die Partei Die Linke bei den baden-württembergischen Landtagswahlen 2011 antrat. Die Aktion Transsexualität und Menschenrecht sah im Musikstück ein „Spottlied über transsexuelle Menschen“, das die Gefühle vieler Betroffener und die Persönlichkeitsrechte der im Lied besungenen Monika verletzt habe, woraufhin sie Strafanzeige stellten. Das Lied wurde dann trotz eines gestellten Antrags auf Unterlassung als saarländischer Beitrag zum Bundesvision Song Contest 2012 ausgestrahlt. Am gleichen Tag des Bundesvision Song Contest 2012 wurde auch das dritte Album, Das Chaos und die Ordnung veröffentlicht, mit dem die Orsons kurze Zeit später unter dem Motto Das Chaos und die Orsons auf erfolgreiche Deutschlandtour ging. Das Album stieg auf Platz 12 der Charts ein, die Tournee wurde ab Januar fortgesetzt. Im 2019 veröffentlichten Song Ewigkeit im Loop nimmt die Band Stellung zum Streit um Horst & Monika und distanziert sich seitdem auch in Interviews immer wieder deutlich von dem Song.
Am 6. März 2015 erschien das vierte Album der Band mit dem Namen What's Goes. Es enthält 17 Songtitel. Als Features sind die Sängerin Mine und der Sänger Maxim auf jeweils einem Song zu hören.
2015 wurde der Song Ventilator für einen Werbespot von Jägermeister verwendet. Im Dezember 2017 wies das Landgericht München I eine Klage gegen Die Orsons wegen einer vermeintlichen Persönlichkeits- und Urheberrechtsverletzung ab. In dem Song Schwung in die Kiste hatte die Gruppe ein Sample mit der Stimme einer Schaustellerin verwendet. Das Gericht urteilte, dass die Wortfolge „Ja und jetzt, jetzt bring ma wieder Schwung in die Kiste, hey ab geht die Post, let’s go, let’s fetz, volle Pulle, volle Power, wow, super!“ mangels Schöpfungshöhe kein geschütztes Werk im Sinne des § 2 Urheberrechtsgesetz darstellt.
Das Album Orsons Island wurde am 2. August 2019 veröffentlicht. Es umfasst 13 Songs und ist in vier Kapitel aufgeteilt.
Am 17. Juli 2020 erschien das Album Tourlife4life, welches aus 14 Titeln besteht. Es wurde auf einer Konzerttour der Orsons in einem Studio aufgenommen, das im Tourbus der Band aufgebaut war.

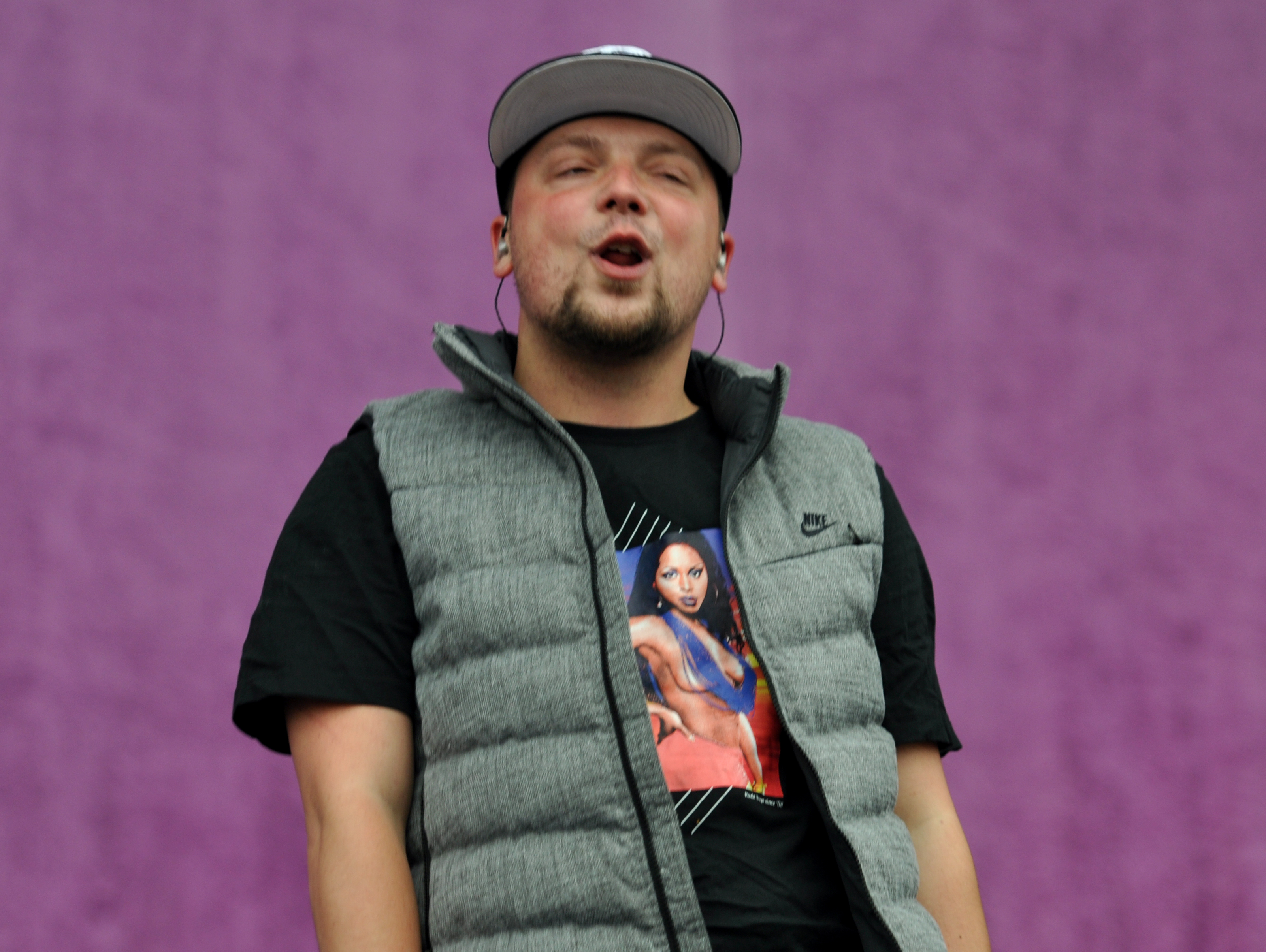
Bartek
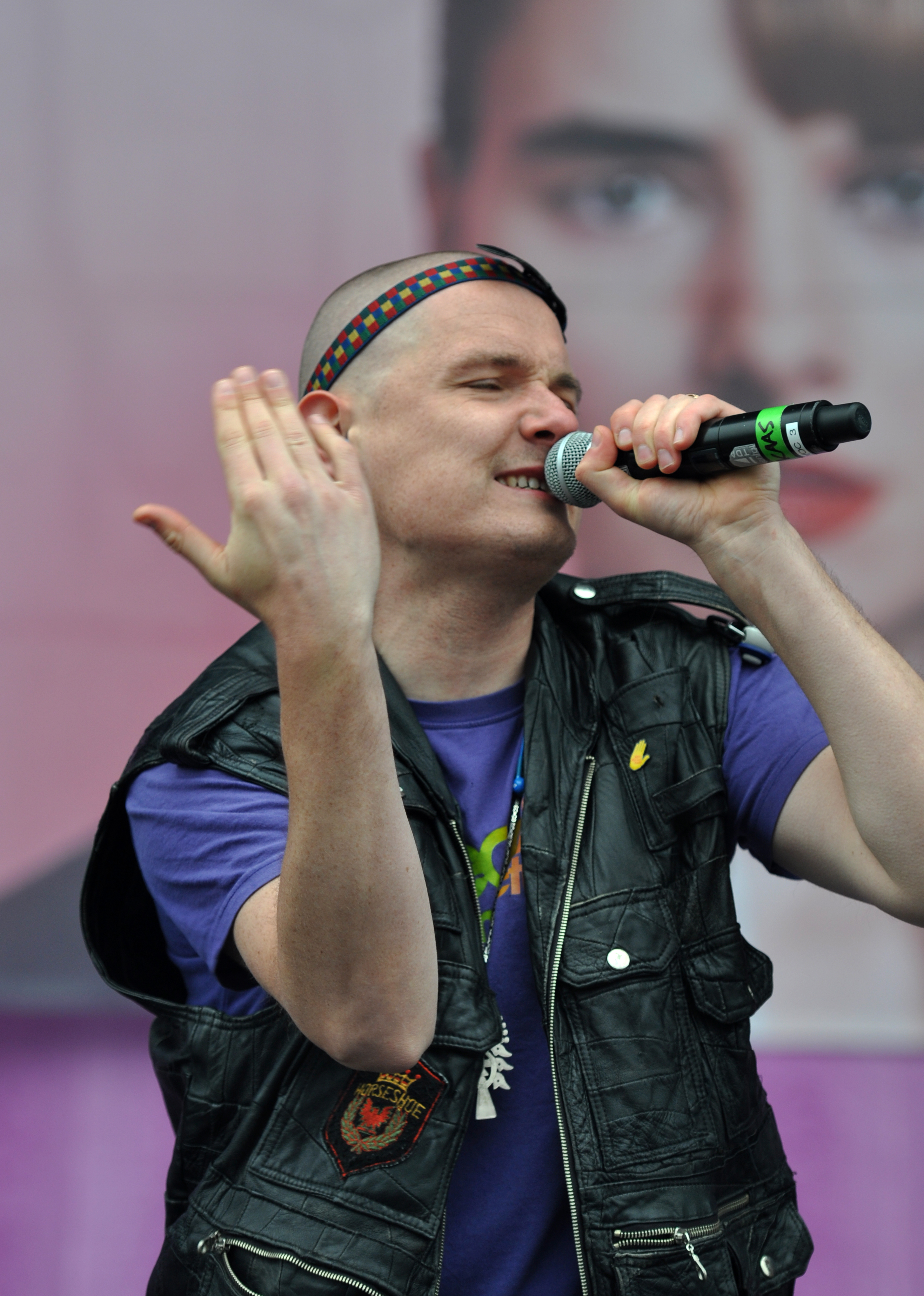
Kaas
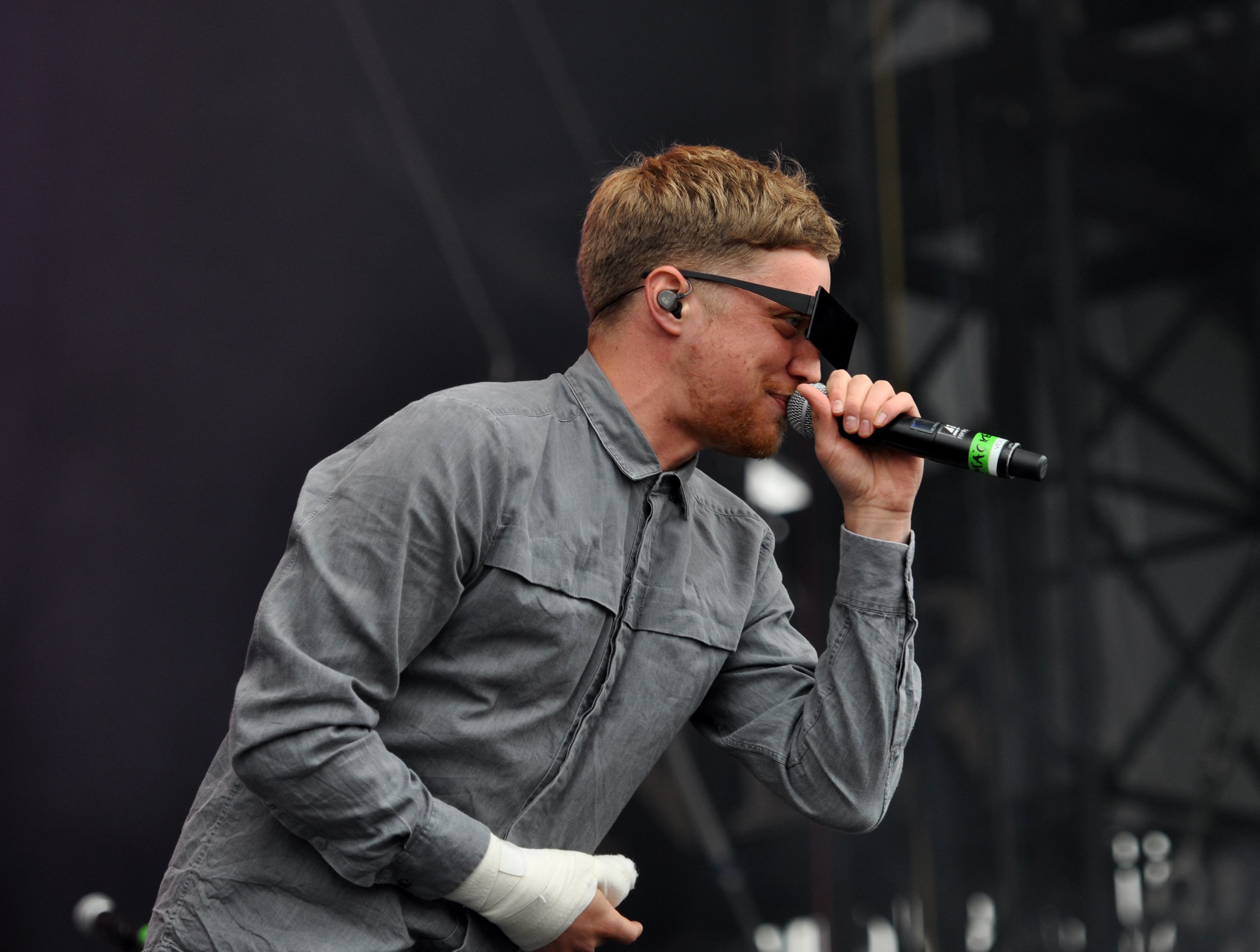
Maeckes
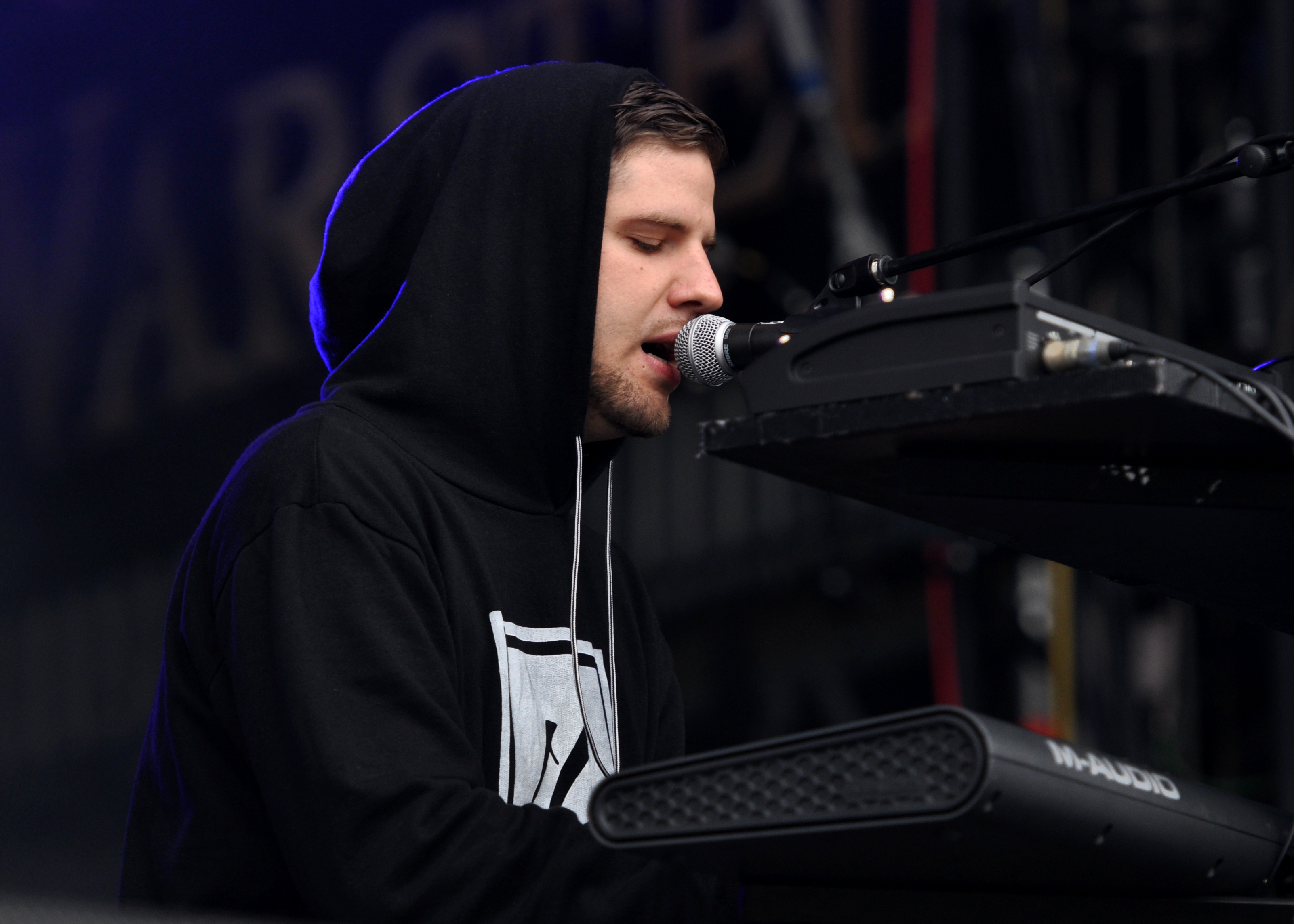
Tua

## Diskografie

### Alben
| Jahr | Titel                                                                           | Höchstplatzierung, Gesamtwochen, AuszeichnungChartplatzierungen (Jahr, Titel, Platzierungen, Wochen, Auszeichnungen, Anmerkungen) | Höchstplatzierung, Gesamtwochen, AuszeichnungChartplatzierungen (Jahr, Titel, Platzierungen, Wochen, Auszeichnungen, Anmerkungen) | Höchstplatzierung, Gesamtwochen, AuszeichnungChartplatzierungen (Jahr, Titel, Platzierungen, Wochen, Auszeichnungen, Anmerkungen) | Anmerkungen |
| Jahr | Titel                                                                           | DE | AT | CH | Anmerkungen |
| ---- | ------------------------------------------------------------------------------- | --- | --- | --- | ----------- |
| 2008 | Das Album                                                                       | — | — | — |             |
| 2009 | Denn dein ist das Reich und die Kraft und die Herrlichkeit, in Ewigkeit, Orsons | DE79 (2 Wo.)DE | — | — |             |
| 2012 | Das Chaos und die Ordnung                                                       | DE12 (3 Wo.)DE | AT61 (1 Wo.)AT | CH93 (1 Wo.)CH |             |
| 2015 | What’s Goes?                                                                    | DE2 (7 Wo.)DE | AT20 (1 Wo.)AT | CH32 (1 Wo.)CH |             |
| 2019 | Orsons Island                                                                   | DE9 (4 Wo.)DE | AT44 (1 Wo.)AT | CH71 (1 Wo.)CH |             |
| 2020 | Tourlife4Life                                                                   | DE28 (2 Wo.)DE | — | — |             |

### EPs
- 2009: Die Orsons, EP
- 2012: Jetzt

### Singles
| Jahr | Titel Album                                  | Höchstplatzierung, Gesamtwochen, AuszeichnungChartplatzierungen (Jahr, Titel, Album, Platzierungen, Wochen, Auszeichnungen, Anmerkungen) | Höchstplatzierung, Gesamtwochen, AuszeichnungChartplatzierungen (Jahr, Titel, Album, Platzierungen, Wochen, Auszeichnungen, Anmerkungen) | Höchstplatzierung, Gesamtwochen, AuszeichnungChartplatzierungen (Jahr, Titel, Album, Platzierungen, Wochen, Auszeichnungen, Anmerkungen) | Anmerkungen                            |
| Jahr | Titel Album                                  | DE | AT | CH | Anmerkungen                            |
| ---- | -------------------------------------------- | --- | --- | --- | -------------------------------------- |
| 2012 | Horst & Monika Das Chaos und die Ordnung     | DE34 (4 Wo.)DE | — | — | feat. Cro                              |
| 2012 | Rosa, blau, grün Das Chaos und die Ordnung   | — | — | — |                                        |
| 2012 | Nachmittag im Park Das Chaos und die Ordnung | — | — | — |                                        |
| 2013 | Lagerhalle Das Chaos und die Ordnung         | — | — | — |                                        |
| 2015 | What’s Goes?                                 | DE72 (4 Wo.)DE | — | — |                                        |
| 2015 | Schwung in die Kiste What’s Goes?            | DE23 Gold · (18 Wo.)DE | — | — | Verkäufe: + 200.000                    |
| 2015 | Ventilator What’s Goes?                      | DE76 Gold · (5 Wo.)DE | — | — | Verkäufe: + 200.000                    |
| 2019 | Grille (RTO Version)                         | — | — | — | feat. Rundfunk-Tanzorchester Ehrenfeld |

### Sonstige
- 2008: Wenn der Himmel sich grau färbt (Juice Exclusive! auf Juice-CD #86)
- 2009: Es fühlt sich gut an ein Orson zu sein (77store Exklusiv)[26]
- 2009: Fußgängerzone (Juice Exclusive! auf Juice-CD #100)
- 2013: Rap ist geil (Juice Exclusive! auf Juice-CD #115)
- 2020: So viele Fragen (mit Moritz Schreibeis & Liam Seidel; Teilnahme bei Dein Song)

## Auszeichnungen und Nominierungen
| Jahr | Auszeichnung            | Nominierung              | Für                                                                     | Resultat  |
| ---- | ----------------------- | ------------------------ | ----------------------------------------------------------------------- | --------- |
| 2009 | Hiphop.de Awards        | Beste Rap-Crew national  | Die Orsons                                                              | Gewonnen  |
| 2009 | Hiphop.de Awards        | Bester Live-Act          | Die Orsons                                                              | Nominiert |
| 2009 | Hiphop.de Awards        | Beste Kollaboration      | Die Orsons                                                              | Nominiert |
| 2009 | Hiphop.de Awards        | Bestes Crossover Projekt | Die Orsons feat. Rummelsnuff - Die Sirenen von El Dorado                | Nominiert |
| 2009 | Hiphop.de Awards        | Bestes Album national    | Denn dein ist das Reich und die Kraft und die Herrlichkeit, in Ewigkeit | Nominiert |
| 2009 | Hiphop.de Awards        | Bester Promostunt        | Soulja Boy formt ein internationales "O" und supportet die Orsons       | Nominiert |
| 2009 | Hiphop.de Awards        | Beste Fanpage            | orsons-anarchie.de                                                      | Nominiert |
| 2010 | Hiphop.de Awards        | Beste Rap-Crew national  | Die Orsons                                                              | Gewonnen  |
| 2010 | Hiphop.de Awards        | Bester Live-Act          | Die Orsons                                                              | Nominiert |
| 2010 | Hiphop.de Awards        | Bestes Crossover Projekt | Die Orsons                                                              | Nominiert |
| 2011 | Hiphop.de Awards        | Beste Rap-Crew national  | Die Orsons                                                              | Nominiert |
| 2011 | Hiphop.de Awards        | Bester Live-Act          | Die Orsons                                                              | Nominiert |
| 2012 | Hiphop.de Awards        | Beste Gruppe national    | Die Orsons                                                              | Nominiert |
| 2012 | Hiphop.de Awards        | Bestes Video national    | Rosa, Blau oder Grün                                                    | Gewonnen  |
| 2012 | Hiphop.de Awards        | Bester Beat national     | Rosa, Blau oder Grün                                                    | Gewonnen  |
| 2014 | Deutscher Webvideopreis | Now Playing              | Lagerhalle                                                              | Nominiert |
| 2015 | 1 Live Krone            | Bester Hip-Hop Act       | Die Orsons                                                              | Nominiert |